# 杨福涛
杨福涛（1893年—1928年），湖南省长沙县东乡天杉坳人。中国共产党早期领导人。

## 生平
早年参加长沙泥木工会，后参与工人运动。1923年，担任中共长沙地方执行委员会委员、长沙泥木工会委员长等职。1925年，任中共湖南区执行委员会委员、湖南省工团联合会党团书记。次年，改湖南省总工会执委会委员。1927年，任中共湖南省委委员兼工人运动委员会书记，参与灰日暴动。1928年，任中共湘南特委书记，后与民团交火身亡。因消息隔绝，1928年，仍命为中共湖南省委书记、中共第六届中央委员。